# Arvi Järventaus
Heikki Arvi Järventaus (1903-ig Heikki Arvi Ockenström) (Oulu, 1883. december 17. – Hartola, 1939. június 5.) finn regényíró, költő, pap.

## Élete
1883-ban született Ouluban. Teológiát tanult és 1908-ban szentelték fel pappá, majd a Hallei egyetemen folytatott tanulmányokat. 1910-1916 között a lappföldi Enontekiö káplánja, 1918-1923-ban Sodankylä lelkésze. Később Tuusula kápláni tisztét töltötte be, majd hittanító volt Kerava városában. Többször járt Magyarországon, kinevezték a Debreceni Egyetem díszdoktorává is. Jó barátságot ápolt Kodolányi János magyar íróval. 1939-ben hunyt el.

## Järventaus művészete
Järventaus emocionális művész volt, prózája gyakran szubjektív. Műveire jellemző a népies hangvétel. 
Arvi Järventaust nem becsülte eléggé a finn kritika. Csak most, halála után, veszik észre, hogy nem csak író, nemcsak költő, nemcsak a finn nyelv egyik nagy szerelmese és ismerője, hanem bizonyos szempontból sámán is volt. Írói pályáját lapptárgyú művekkel kezdte s bizonyos, hogy ezek a legszebb, legharmonikusabb, legmélyebb munkái. Magyartárgyú regényeit a közönség szivesen fogadta ugyan, de nem mondhatók olyan értékeseknek, mint a másikak. Ezeknek másféle jelentőségük van. … Ami műveinek magyar nyelven való kiadását illeti, mindent meg kell tennünk, hogy olvasóközönségünk megismerje nagy barátunk és testvérünk művészetét. Két lélek, két világ élt Arviban. Az ősi szimbólumok, mítoszok lapp lelke, lapp világa és a modern keresztény finné. … Miközben azonban Finnországban nem járt urak és hölgyek lelkes finn estéket rendeznek, előadásokat tartanak, s lapjaink teli vannak rajongással Finnország iránt, kiadót alig lehet találni általában finn művek, különösen Arvi műveinek megjelentetésére. Nagy kiadóvállalataink csőstül ontják az angol-amerikai best sellereket, a finn irodalom iránt semminemű érdeklődés nem mutatkozik nálunk. Ezt azzal sem lehet menteni, hogy a finn könyveknek nincs sikerük. Mert sikerük van. S jómagam is tömegével kapom az érdeklődő leveleket az ország minden részéből. A lélekkel van itt baj, nem az üzlettel. A lélekkel, amely borzongva fordul el mindentől, ami valóban magyar vagy finn. A lélekkel, amely mohón szolgálja a civilizációt, de retteg a kultúrától.

## Művei
- 1916: Kereszt és varázsdob (Risti ja noitarumpu) – cselekménye az 1600-as évek végén játszódik Lappföldön, romantikus pátosszal meséli el a kereszténység és pogányság küzdelmét.
- 1918: Ágyúk zsoltára (Tykkien virsi) – a Järventaus által a finn polgárháború alatt, tábori lelkészként látottak leírása
- 1919: A templomfűtő (Kirkonlämmittäjä)
- 1925: A föld szótlan fiai (Maan hiljaiset)
- 1927: Mennyei mester (Taivaallinen puuseppä)'
- 1929-1930: Dobok I-IV (Rummut I-IV)
- 1931: Honfoglalás (Maahantulo) – a honfoglaló magyarok heroikus ábrázolása
- 1932: Felperzselt föld (Savuava maa) – a magyar nép törökök elleni küzdelméről szól
- 1935: Kis falu a világ végén (Hyljätty kylä) – tömör, tárgyilagos tudósítás a lapp falvak, közösségek széteséséről
- 1936: Szénégetők (Sydenpolttajat) – a Rákóczy-szabadságharc eseményeire épül
- 1939: Szomorúfüzek országa (Itkevien pajujen maa) – magyarországi útleírás

## Magyarul
- Debrecenhez; ford. Fazekas Jenő; Tiszántúli, Debrecen, 1935
- Kis falu a világ végén; ford. Lakó György, Móricz Virág; Egyetemi Ny., Bp., 1938
- Kereszt és varázsdob. Regény; ford. Kodolányi János; Turul, Bp., 1943 (Turul könyvek)
- A Mennyei Mester. Regény; ford. Kodolányi János; Jövő Ny., Bp., 1944 (Turul könyvek)